# 車永宏
車 永宏（しゃ えいこう、1833年 - 1914年）は中国の武術家。形意拳の達人。字は毅斉。山西省太谷県の出身。 
車永宏は暮らし向きが裕福で、富貴をあたかも浮雲の如くみなし、晩年は田間に隠棲したと、孫禄堂の著作「拳意述真」には記されているが、車の幼少時代は生家は貧しい農家であったともいわれている。それゆえ車永宏は栄養状態に恵まれなかったためか、子供時代、人よりも著しく体格で劣ってしまい、しかも幼少からの過酷な家業の手伝いによって、学校にも通えず教育を受けるのも困難な環境のなかで、逆境にもめげず、屈強な体力と意志の強い聡明な人物として育った。
1856年、車永宏23歳のとき、まだその子息李太和と共に、太谷県に留まっていた形意拳開祖の李洛能は、当時遠方の人々にまで、その武功を賞賛されていたことから、太谷県一の富豪であった孟某の家に招かれて、護院（ボディーガード）の仕事に従事していた。車は李が形意拳の達人だとの人々の噂を聞き付け、李に憧れ、以前から李の顔見知りであった、ある友人の紹介で、李の門を拝し形意拳を学ぶこととなった。当時李は車のことを車二と呼び実の息子同然に愛し、人々は彼のことを車二先生と呼んだ。
車永はそれから二十数年の歳月を、昼夜をとわず苦練を続け、農閑期には護院の仕事に従事するかたわら、人々に拳を教え、その名声を高めていった。 
車永宏の晩年のころ、清朝は末期の体裁をしめし、政治は益々腐敗し、強国の侵入を全く排除出来なくなった為、 国はしだいに動乱の時代へとなっていった。
車は必ずしも弟子たちに愛国思想を激起しなかったが、車が天津に赴いた際、車の武名を聞き付けたある日本人の剣術家に挑戦されるも、車はこの剣術家を試合で破り、後に彼は熱烈に入門を願い出るが、車は「民族の秘宝を軽々しく外国人に教えることは出来ない。」と、その剣術家の希望を退けたという。 
1914年、81歳でその生を終える。彼の育てた門人の内で著名な者は、山西省祁県の喬錦堂を第一として、布学寛、呂学隆、樊永慶など多数に上る。
その他、形意拳の近世三大名手の一人として著名な、師兄弟（後輩）である郭雲深にも教授している。
郭と車は比武（試合）を行ったとの有名な伝説もあり、どちらが勝利したのかは諸説があり不明。実際は師兄弟同士、試合など行われなかっただろうとの説もある。